# Ёнэбаяси, Хиромаса
Хиромаса Ёнэбаяси (яп. 米林 宏昌 Ёнэбаяси Хиромаса, род. 10 июля 1973 года, Ноноити) — японский аниматор и режиссёр, сотрудничающий со студией Ghibli. Первой режиссёрской работой Ёнэбаяси стал полнометражный аниме-фильм «Ариэти из страны лилипутов», сделавший своего создателя самым молодым режиссёром студии Ghibli. Фильм вышел в 2010 году. Через 4 года Ёнэбаяси снял свой второй полнометражный фильм «Воспоминания о Марни», удостоившийся номинации на Оскар.
В декабре 2014 года Ёнэбаяси покинул студию Ghibli и в апреле 2015-го вместе с продюсером Ёсиаки Нисимура основал студию Ponoc. Партнёры сразу же приступили к работе над фильмом «Мэри и ведьмин цветок» по мотивам сказки Мэри Стюарт «Маленькая метла». Фильм рассказывает историю о маленькой девочке по имени Мэри, которая открывает в себе ведьминские силы. Премьера фильма состоялась в Японии 8 июля 2017 года. Визуальные образы фильма сильно напоминают работы Хаяо Миядзаки, в особенности «Ведьмину службу доставки».

## Работы

### Аниме-фильмы
- Принцесса Мононоке (1997) — аниматор промежуточных кадров (фазовщик), отрисовка финальных версий кадров (прорисовщик)
- Оборотни (1998) — аниматор промежуточных кадров (фазовщик)
- Мои соседи Ямада (1998) — аниматор промежуточных кадров (фазовщик)
- Унесённые призраками (2001) — аниматор ключевых кадров
- Мэй и Кот-автобус (2003) — режиссёр анимации
- Ходячий замок (2004) — аниматор ключевых кадров
- Сказания Земноморья (2006) — ассистент режиссёра
- Рыбка Поньо на утёсе (2008) — аниматор ключевых кадров
- Ариэтти из страны лилипутов (2010) — режиссёр
- Воспоминания о Марни (2014) — режиссёр
- Мэри и ведьмин цветок (2017) — режиссёр, сценарист

### Аниме-сериалы
- Эксперименты Лэйн (1998) — аниматор ключевых кадров
- Ghiblies (2000) — аниматор ключевых кадров
- Monster (2004) — аниматор ключевых кадров

### OVA
- Nasu: Suitcase no Wataridori (2007) — аниматор ключевых кадров